# イエベス40m電波望遠鏡
イエベス40m電波望遠鏡は、スペインのカスティーリャ・ラ・マンチャ州グアダラハラ県イエベスにある電波望遠鏡である。

## 概要
イエベス40m電波望遠鏡が立地するイエベス観測所は、マドリッドの北東およそ50kmに立地している。標高は931mあり、1年を通して良好な観測条件が得られる。可降水量は6mm以下で、冬季には2mmまで下がる。風速は年間を通して5m/s以下であり、雨や雪が降るのは1年間で1週間以下である 。イエベス観測所は、スペイン国立地理研究所の主要な科学技術研究施設として、技術開発センターの一翼を担う。
イエベス観測所には、2台の電波望遠鏡、太陽塔望遠鏡、天体写真儀が設置されている。なかでも40m電波望遠鏡は主要な観測装置であり、2005年に完成し2007年5月に初観測に成功した。
イエベス40m電波望遠鏡は、単独で観測を行うとともに、欧州超長基線干渉計ネットワーク (Euroepan VLBI Network, EVN)の一部としての観測も行う。現在観測に使用されているのは、Cバンド (4.56-5.06 GHzと5.9-6.9 GHz)、Xバンド (8.15-9.00 GHz)、 Kバンド (21.77-24.45 GHz)、Qバンド（31.3-50.6 GHz）、Wバンド（72-90 GHz）である 。観測所内には受信機実験室が併設されており、20人以上の技術者と天文学者が低雑音アンプや準光学に関する研究を行い、新しい受信機の開発が行われている。ここで開発された技術は、スペイン国立地理研究所が運用に参加するIRAM30m望遠鏡にも活用されている。IRAMやEVNに参加する他の機関との技術協力も盛んにおこなわれている。

## 歴史
スペインに大型電波望遠鏡を作るという計画は、1990年代の中頃から後半にかけて電波天文学の開発計画が検討される中で生まれた。この検討においては、国際的な天文学コミュニティーの中で新望遠鏡がどのような役割を果たすべきかが重点的に議論された。国際的な天文学の進展を背景に、スペイン国内にそのような望遠鏡を建造することが現実的であるのか、あるいはスペイン国内の産業界の関与をどのように最大化するかといった点も議論にのぼった。最終的には、電波望遠鏡やレーダーの建造とメンテナンスに長い歴史を持つドイツの企業、MAN Techbologie社が設計と開発を行うことになった。
建設は2000年に開始され、まずは望遠鏡を支える基礎とコンクリート製の土台の建設が行われた。同年、ドイツのRothe-Erde社とFAQ社が方位角用と仰角用のベアリングをそれぞれ製造した。さらに、スペインのSchwartz-Hautmont Construcciones Metalicas社が望遠鏡の鋼鉄製背面支持構造の建設が行われた。カセグレン焦点面に電波を導く光学系の設計は、マドリード工科大学が担当した。2001年には、主反射鏡および副反射鏡の表面パネルの製造をSchwartz-Hautmont社と、サーボモーターの設置をドイツのBBH社と、それぞれ契約が行われた。2003年にはスペインのELIMCO社が電気工事を完成させた。
2005年から始まった試験観測は、2007年に終了した。

## 望遠鏡の特性
| 主鏡口径 | 40m                        |
| 副鏡口径 | 3.28m                      |
| 光学系   | ナスミス・カセグレン       |
| 架台     | 経緯台方式                 |
| 焦点面   | 主焦点およびナスミス焦点   |
| F/D      | 7.9                        |
| 開口能率 | 70%@7mm、50%@3mm           |
| 指向制度 | 3.7秒角 （風速10 m/s以下） |
| 鏡面精度 | 150マイクロメートル        |
| 総重量   | 400トン                    |

イエベス40m電波望遠鏡の架台、水平方向に回転する土台の上に仰角方向に回転する軸が載せられた、経緯台方式である。水平方向は360度回転が可能である。
前述のようにこの望遠鏡はナスミス・カセグレン式で、放物面の主鏡と双曲面の副鏡で構成され、さらにビームガイドを介して約11m下に位置する望遠鏡構造内まで電波を導く。ナスミス焦点の前には平面の第三鏡が設置されており、望遠鏡がどの方向を向いても電波は同じ位置に集光される。ナスミス焦点では受信機の位置を固定することができるため、受信機に電波を導く光学装置を大幅に簡素化することができるとともに、受信機を小型化しなくてもよいなどの利点がある。
副鏡は、望遠鏡が向きを変える際に重力によって変形し焦点がずれることを防ぐために、軸方向に移動させることができる。また、中空構造になっているので、主鏡パネルの表面精度を測定するためのホログラフィー受信機を設置することができる。
望遠鏡の設計にはホモロガス変形法を活用している。最大風速15m/sでの運用が可能で、最大風速50m/sでも構造的なダメージを受けることなく運用することができる。鏡面精度は最低でも150マイクロメートル、最高で75マイクロメートルを達成することができる。鏡面全体でこのレベルの精度を達成するため、個々のパネルは60マイクロメートルの精度を満たす必要がある。鏡面精度150マイクロメートルでルーズ条件のλ/16を適用すると、125GHzまでの観測が可能となる。また、75マイクロメートルが達成された場合には、上限周波数は250GHzとなる。

### 光学系

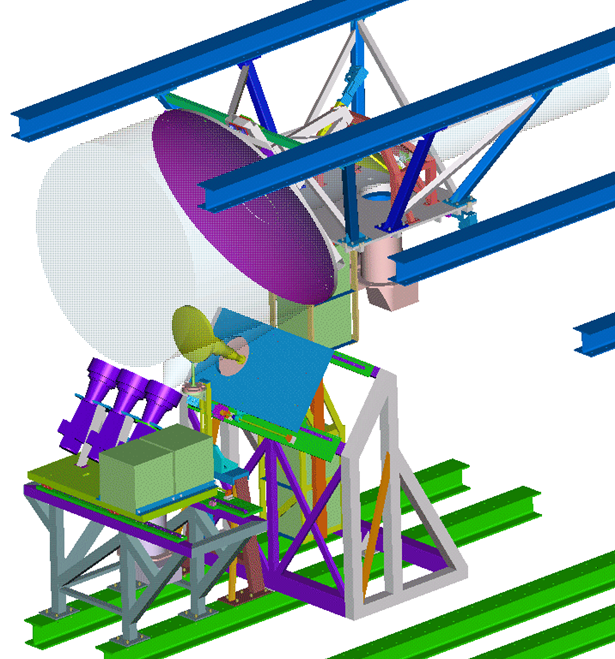
三次光学系

光学系は、次の3つの主要コンポーネントで構成されている。
主鏡
主鏡は口径40mの放物面であり、420枚のアルミニウムパネルからなる。個々のパネルの厚さは約1.8mmで、表面は樹脂でコーティングされている。パネルはアルミニウムの骨組みの上に設置されていて、機械式アクチュエーターで位置と角度を14マイクロメートルの精度で調整することができる。主焦点は放物面鏡の中央から15メートルの距離にあり、副鏡の焦点の一つと一致している。主鏡と支持機構全体の重量は200トンとなっている。
副鏡
副鏡は、直径3.28メートルの双曲面鏡であり、カセグレン焦点へと電波を導く。副鏡は炭素繊維の上に薄いアルミ箔を載せるかたちで作られている。副鏡に要求される表面精度は主鏡のそれよりも厳しく、rmsで53マイクロメートルとなっている。また、副鏡は2通りの駆動が可能である。ひとつは、焦点周辺での微細な駆動であり、副鏡が焦点位置からずれている場合にこれを補正することができる。特に高周波の観測では、焦点位置調整は重要である。もうひとつは、光軸方向に最大で1メートル動かすことができることである。これにより、主鏡であるパラボラアンテナの焦点にホログラフィ受信機を設置することができる。
ナスミス鏡
副鏡で反射されたビームをナスミス焦点に導くために、第3鏡と第4鏡が設置されている。これらはいずれも直径2.65mの平面鏡であり、光軸に対して45度傾いて設置されている。第4鏡は観測する周波数によって2種類を使い分けることができるが、現在1種類のみ設置されている。もう1種類の第4鏡は、高周波観測やマルチビーム受信機のために使われる。
三次光学系
三次光学系は、望遠鏡に設置された各周波数帯域のホーンアンテナへの信号を導く役割を持っている。三次光学系の入り口には、焦点距離が1.36メートルのオフセット放物面鏡が設置されていて、入射する準平面波を収束されたビームに変換する。このビームは、S/C/CHバンドの電波を透過するがXバンドの電波を反射するように作られた特殊なレンズに導かれ、最終的な受信機に送られる。

### 受信機

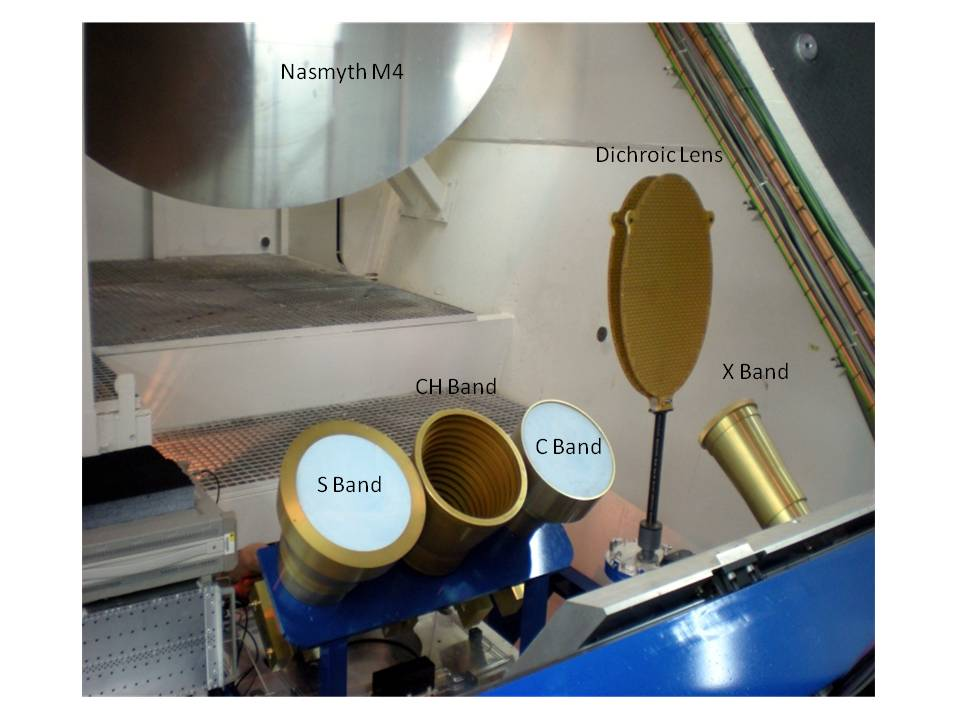
S/CH/Cバンド受信機

この望遠鏡は、非常に大きな（8 × 9 x 3.5メートル）受信機室を持っており、多数の受信機を収容できる。受信機室には現在6つの受信機がある。今後受信機の数が増えた場合には、ナスミス鏡の向きを調整することでそれらの受信機にも電波を導入することができる。

### バックエンド
イエベス40m望遠鏡には、ソリッドステートドライブを使ったMarkV相関器バックエンドシステムが設置されている。これは、1世代前の磁気テープを使用したMarkIVシステムとは対照的である。

## 研究内容
イエベス40m望遠鏡は、単独の望遠鏡としても、VLBIネットワークの一部としても観測を実施することができる。全体の観測時間のうちの30%は、全世界の天文学者に公開される。

### VLBI
2008年以来、イエベス40m望遠鏡は天文学と測地学の両方の目的のために超長基線干渉法による観測を行っている。特に、ヨーロッパVLBIネットワーク、グローバルmm VLBIアレイ、および測地学と位置天文学のための国際VLBIサービスに参加している 。 

### 単一鏡観測
この望遠鏡は、星周物質に含まれる星間分子、星間物質、および銀河系外天体からの分子輝線を観測することもできる。 